# 2001年中國國民黨主席選舉
2001年中國國民黨主席選舉於2001年3月24日舉行，由中國國民黨全體依規定擁有黨權的黨員投票，選出新任黨主席。該次選舉為中國國民黨歷史上首次黨員直選的黨主席選舉。同時這又是一次等額選舉，只有尋求連任的連戰一人參選。選舉結果，連戰獲52萬1712票，得票率97.09%當選黨主席。

## 選舉結果
| 號次 | 姓名 | 得票數  | 當選 |
| ---- | ---- | ------- | ---- |
| 1    | 連戰 | 521,712 |      |

## 外部連結
- 中國國民黨網站（页面存档备份，存于）